# Емилио Рекоба
Емилио Рекоба (на испански: Emilio Recoba) е уругвайски футболист, защитник.

## Кариера
Емилио Рекоба започва кариерата си в столичния клуб Чарли, който дава много играчи, които по-късно играят за националния отбор на Уругвай и двата гиганта на уругвайския футбол – Пенярол и Насионал Монтевидео. През 1925 г. Рекоба преминава в Насионал. По това време обаче, Насионал не е в състояние да спечели шампионата - 3 титли за Пенярол и по 1 за - Рампла Хуниорс и Монтевидео Уондърърс, а през 1925 и 1930 г. не се провежда шампионата.
През 1925 г., Рекоба е на турне в Европа с Насионал. През 1926 г. Рекоба става шампион на Южна Америка с националния отбор на Уругвай. Всичките 4 мача са спечелени с голова разлика 17:2. Участва и на шампионата в Южна Америка през 1929 г. Последният си мач за „урусите“ изиграва на 16 юни 1929 г.
През 1930 г. Рекоба е повикан в състава на Уругвай за Световното първенство, но на терена не излиза. Въпреки това, той получава златен медал за световен шампион. На турнира той е резерва на Хосе Насаси.

## Отличия

### Международни
Уругвай
- Световно първенство по футбол: 1930
- Копа Америка: 1926